# USA:s ambassad i Stockholm
USA:s ambassad i Stockholm (även Amerikanska ambassaden) är USA:s beskickning i Sverige. Ambassaden är belägen i ett inhägnat kontorskomplex i Diplomatstaden, Stockholm, vid Dag Hammarskjölds väg 31 och med ingång från Gärdesgatan 2.

## Historik
Beskickningens historia inleddes 1782, genom Benjamin Franklins tillträde som Plenipotentiär minister, verksam från Paris. Nästa minister, och den förste att verka från Stockholm, blev Jonathan Russell 1814.
Ambassaden har varit föremål för ett flertal demonstrationer och avspärrningar, bland annat i samband med 11 september-attackerna och Irakkriget.
Den 24 mars 2022 brann det på taket av ambassaden. Ingen människa kom till skada men delar av taket skadades lindrigt.

## Fastigheter
Ambassadbyggnaden invigdes 1955, ritad av två amerikanska arkitekter; Ralph Rapson och hans kollega John Van der Muelen. Samma arkitektpar stod även bakom USA:s ambassad i Köpenhamn. Enligt arkitekturtidskriften dwell etablerade Rapson och Van der Meulen med sin amerikanska ambassadbyggnad i Stockholm från 1954 "ett brohuvud för amerikansk modernism på skandinavisk mark". Svensk kontaktarkitekt och samarbetspartner för detta projekt var Anders Tengbom.
Den amerikanske ambassadörens residens ligger sedan 1935 i Villa Åkerlund i samma område.

### Bildgalleri

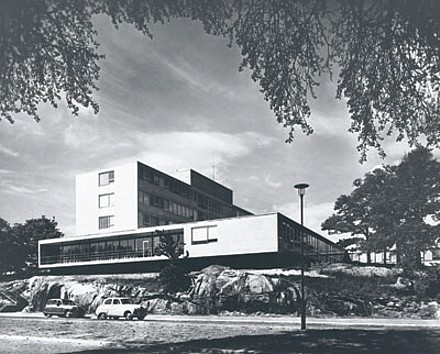
Ambassadbyggnaden 1955.
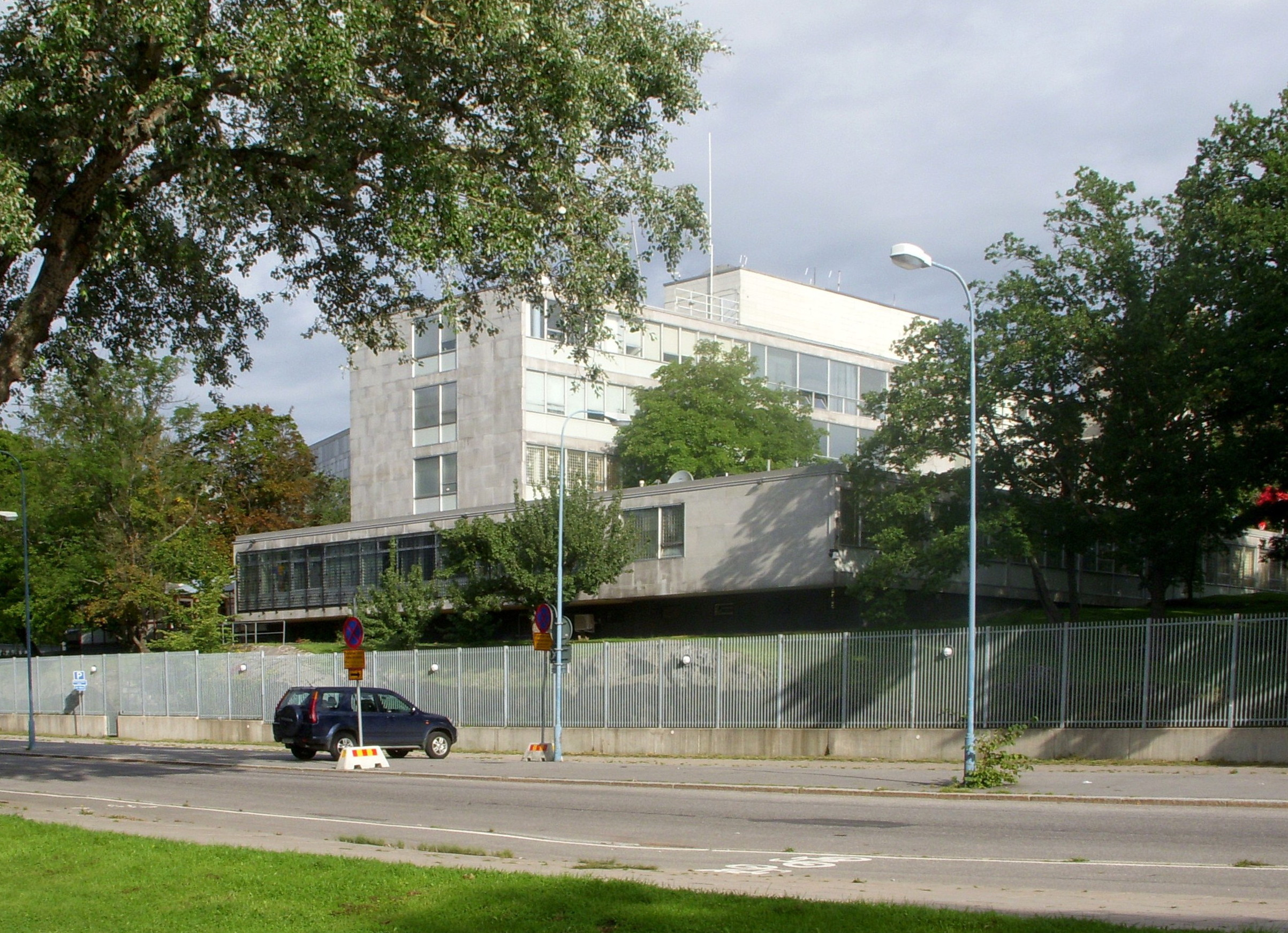
Ambassadbyggnaden 2008.
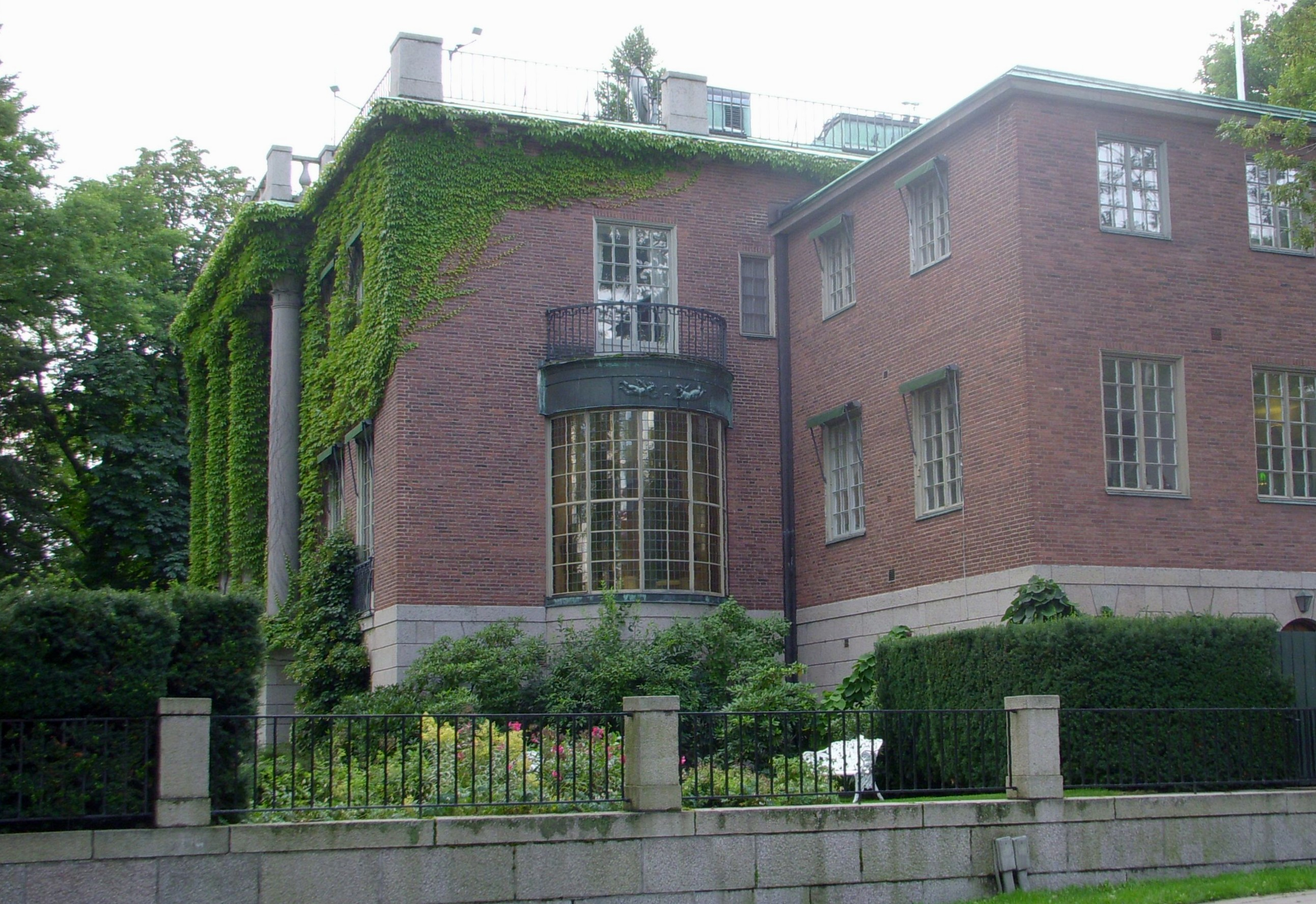
Residenset Villa Åkerlund.
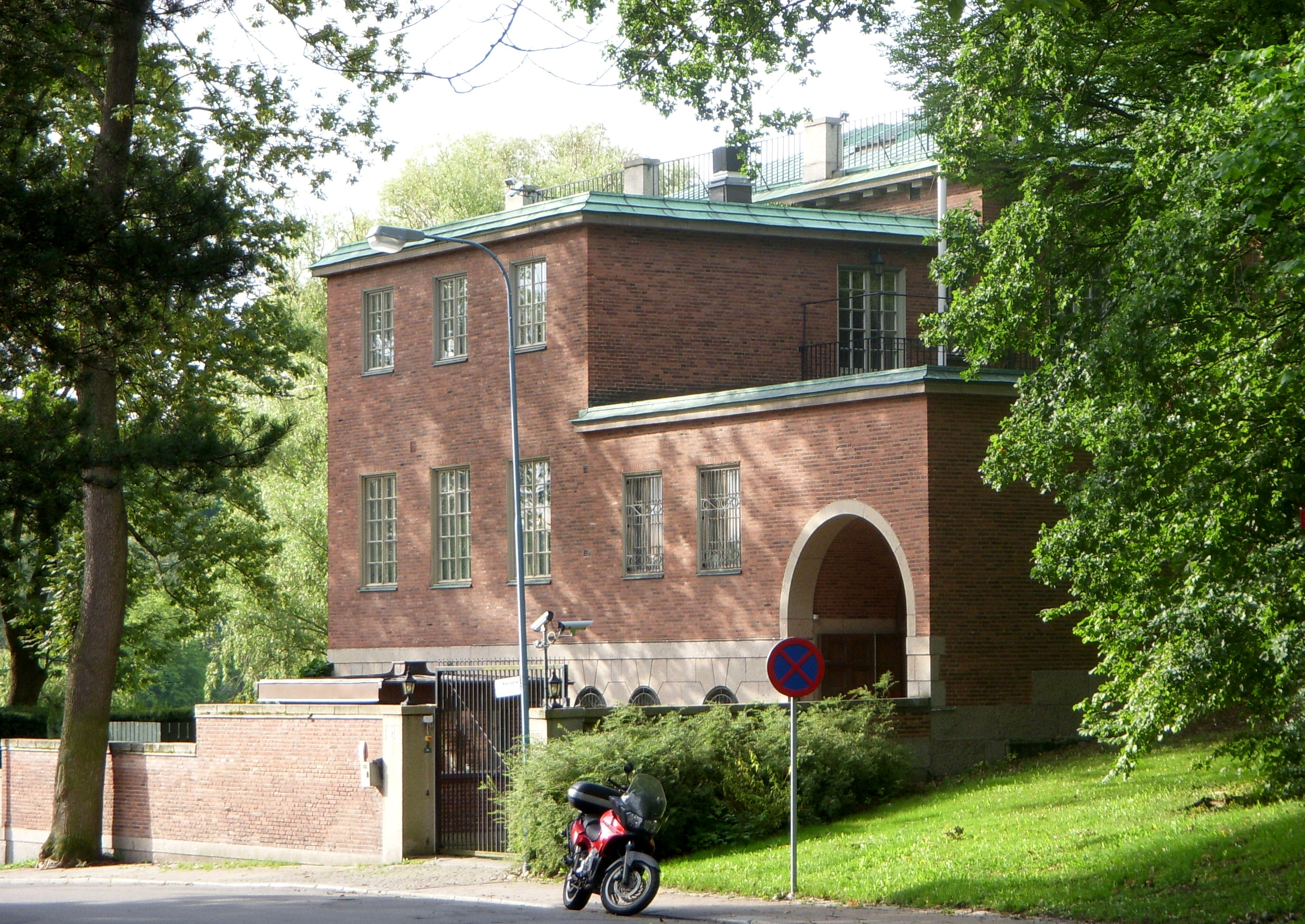
Den amerikanske ambassadörens residens i Diplomatstaden.

## USA:s beskickningschef i Sverige
USA:s beskickningschef i Sverige är den högste företrädaren för USA:s federala statsmakt i Sverige, chef för USA:s ambassad i Stockholm. Ambassadören ansvarar för USA:s verksamhet i landet, med undantag för amerikansk militär personal under operativt befäl och korrespondenter för Voice of America.

### Bakgrund
Fram tills unionsupplösningen 1905 var beskickningschefen i Stockholm även USA:s diplomatiska sändebud till Norge, därefter har USA haft en separat beskickningschef i Oslo.
Fram till 1947 hade USA:s beskickningschef i regel ministers eller envoyés rang, därefter företräddes USA av en fullt ackrediterad ambassadör i enlighet med gängse internationellt bruk. Före 1967 var de flesta beskickningschefer karriärdiplomater, därefter har den sittande presidenten tillsatt alla ambassadörer politiskt. 
På grund av Sveriges kritik av Vietnamkriget avstod dåvarande president Richard Nixon att sända en ambassadör till Sverige 1972–1974.

### Lista över USA:s beskickningschefer i Sverige
| Företrädare                          | Titel                                      | Utsedd            | Ackreditering     | Avgång                                 |
| ------------------------------------ | ------------------------------------------ | ----------------- | ----------------- | -------------------------------------- |
| Benjamin Franklin                    | Plenipotentiär minister                    | 28 september 1782 |                   |                                        |
| Jonathan Russell                     | Plenipotentiär minister                    | 18 januari 1814   | 29 april 1818     | 22 oktober 1818                        |
| Christopher Hughes                   | Chargé d'affaires                          | 21 januari 1819   |                   | 5 juli 1825                            |
| William C. Somerville                | Chargé d'affaires                          | 9 mars 1825       |                   | Tog aldrig upp posten.                 |
| John James Appleton                  | Chargé d'affaires                          | 2 maj 1826        | 28 oktober 1826   | 16 augusti 1830                        |
| Christopher Hughes                   | Chargé d'affaires                          | 3 mars 1830       | 16 augusti 1830   | 22 september 1841                      |
| George W. Lay                        | Chargé d'affaires                          | 12 maj 1842       | 4 oktober 1842    | 11 oktober 1845                        |
| Henry W. Ellsworth                   | Chargé d'affaires                          | 19 april 1845     | 11 oktober 1845   | 25 januari 1861                        |
| Francis Schroeder                    | Chargé d'affaires                          | 7 november 1849   | 22 april 1850     | 29 juni 1854                           |
| Francis Schroeder                    | Ministerresident                           | 29 juni 1854      | 19 augusti 1854   | 17 september 1857                      |
| B.F. Angel                           | Ministerresident                           | 17 juli 1857      | 4 november 1857   | 25 juni 1861                           |
| Jacob S. Haldeman                    | Ministerresident                           | 16 mars 1861      | 25 juni 1861      | 24 september 1864                      |
| James H. Campbell                    | Ministerresident                           | 18 maj 1864       | 24 september 1864 | 29 mars 1867                           |
| John McGinnis, Jr.                   | Ministerresident                           | 16 november 1866  |                   | [ 12 ]                                 |
| Joseph J. Bartlett                   | Ministerresident                           | 19 mars 1867      | 4 juni 1867       | 24 juli 1869                           |
| John S. Carlile                      | Ministerresident                           |                   |                   | Fick aldrig fullmakt                   |
| Christopher Columbus Andrews(en)     | Ministerresident                           | 3 juni 1869       | 24 juli 1869      | 5 november 1877                        |
| John L. Stevens(en)                  | Ministerresident                           | 28 augusti 1877   | 5 november 1877   | 3 juni 1883                            |
| William W. Thomas, Jr                | Ministerresident                           | 6 juni 1883       | 6 september 1883  | 30 juni 1885                           |
| Rufus Magee(en)                      | Ministerresident                           | 2 april 1885      | 3 juli 1885       | Extraordinär och plenipotentiär envoyé |
| Rufus Magee                          | Extraordinär och plenipotentiär envoyé     | 10 augusti 1888   | 26 september 1888 | 25 maj 1889                            |
| William W. Thomas, Jr                | Extraordinär och plenipotentiär envoyé     | 19 mars 1889      | 27 maj 1889       | 2 maj 1894                             |
| Thomas W. Ferguson(en)               | Extraordinär och plenipotentiär envoyé     | 14 februari 1894  | 2 maj 1894        | 7 februari 1898                        |
| William W. Thomas, Jr                | Extraordinär och plenipotentiär envoyé     | 18 december 1898  | 8 februari 1898   | 31 maj 1905                            |
| Charles H. Graves                    | Extraordinär och plenipotentiär envoyé     | 8 mars 1905       | 31 maj 1905       | 12 december 1913                       |
| Ira Nelson Morris(en)                | Extraordinär och plenipotentiär envoyé     | 13 juli 1914      | 28 augusti 1914   | 3 april 1923                           |
| Robert Woods Bliss                   | Extraordinär och plenipotentiär envoyé     | 30 januari 1923   | 8 augusti 1923    | 15 mars 1927                           |
| Leland Harrison(en)                  | Extraordinär och plenipotentiär envoyé     | 26 februari 1927  | 31 maj 1927       | 11 november 1929                       |
| John Motley Morehead III(en)         | Extraordinär och plenipotentiär envoyé     | 22 januari 1930   | 31 mars 1930      | 6 april 1933                           |
| Laurence A. Steinhardt               | Extraordinär och plenipotentiär envoyé     | 11 maj 1933       | 28 augusti 1933   | 26 juni 1937                           |
| Fred Morris Dearing(en)              | Extraordinär och plenipotentiär envoyé     | 22 april 1937     | 23 september 1937 | 17 juni 1938                           |
| Frederick A. Sterling(en)            | Extraordinär och plenipotentiär envoyé     | 16 juni 1938      | 26 september 1938 | 14 juli 1941                           |
| Herschel Johnson                     | Extraordinär och plenipotentiär envoyé     | 21 oktober 1941   | 12 december 1941  | 28 april 1946                          |
| Louis G. Dreyfus, Jr.(en)            | Extraordinär och plenipotentiär envoyé     | 1 augusti 1946    | 3 januari 1947    | 6 oktober 1947                         |
| H. Freeman Matthews(en)              | Extraordinär och plenipotentiär envoyé     | 21 juli 1947      |                   |                                        |
| H. Freeman Matthews(en)              | Extraordinär och plenipotentiär ambassadör | 20 september 1947 | 5 december 1947   | 24 maj 1950                            |
| W. Walton Butterworth(en)            | Extraordinär och plenipotentiär ambassadör | 5 juli 1950       | 18 september 1950 | 9 december 1953                        |
| John M. Cabot(en)                    | Extraordinär och plenipotentiär ambassadör | 1 mars 1954       | 6 maj 1954        | 14 maj 1957                            |
| Francis White(en)                    | Extraordinär och plenipotentiär ambassadör | 3 juni 1957       | 17 september 1957 | 9 december 1958                        |
| James C.H. Bonbright(en)             | Extraordinär och plenipotentiär ambassadör | 29 oktober 1958   | 9 januari 1959    | 20 mars 1961                           |
| J. Graham Parsons(en)                | Extraordinär och plenipotentiär ambassadör | 15 mars 1961      | 16 maj 1961       | 17 april 1967                          |
| William Womack Heath(en)             | Extraordinär och plenipotentiär ambassadör | 5 april 1967      | 23 maj 1967       | 23 januari 1969                        |
| Vakant                               | Ingen ambassadör utsedd                    | 24 januari 1969   |                   | 15 februari 1970                       |
| Jerome H. Holland                    | Extraordinär och plenipotentiär ambassadör | 16 februari 1970  | 14 april 1970     | 30 augusti 1972                        |
| Arthur J. Olsen(en)                  | Chargé d'affaires ad interim               | December 1972     |                   | Maj 1974                               |
| Robert Strausz-Hupé(en)              | Extraordinär och plenipotentiär ambassadör | 25 april 1974     | 29 maj 1974       | 3 mars 1976                            |
| David S. Smith(en)                   | Extraordinär och plenipotentiär ambassadör | 6 april 1976      | 7 maj 1976        | 29 april 1977                          |
| Rodney O'Gliasain Kennedy-Minott(en) | Extraordinär och plenipotentiär ambassadör | 3 augusti 1977    | 29 september 1977 | 26 september 1980                      |
| Franklin S. Forsberg                 | Extraordinär och plenipotentiär ambassadör | 11 december 1981  | 4 januari 1982    | 12 december 1985                       |
| Gregory J. Newell(en)                | Extraordinär och plenipotentiär ambassadör | 9 december 1985   | 19 december 1985  | 12 juni 1989                           |
| Charles Edgar Redman                 | Extraordinär och plenipotentiär ambassadör | 12 maj 1989       | 13 juni 1989      | 24 augusti 1992                        |
| Thomas L. Siebert(en)                | Extraordinär och plenipotentiär ambassadör | 9 februari 1994   | 24 mars 1994      | 17 december 1997                       |
| Lyndon Lowell Olson, Jr.(en)         | Extraordinär och plenipotentiär ambassadör | 10 november 1997  | 22 januari 1998   | 1 augusti 2001                         |
| Charles A. Heimbold, Jr.(en)         | Extraordinär och plenipotentiär ambassadör | 3 augusti 2001    | 26 september 2001 | 12 februari 2004                       |
| Miles T. Bivins(en)                  | Extraordinär och plenipotentiär ambassadör | 25 maj 2004       | 9 juni 2004       | 31 januari 2006                        |
| Michael M. Wood                      | Extraordinär och plenipotentiär ambassadör | 30 maj 2006       | 8 juni 2006       | 20 januari 2009                        |
| Robert J. Silverman(en)              | Chargé d'affaires                          |                   | 20 januari 2009   |                                        |
| Matthew Barzun                       | Extraordinär och plenipotentiär ambassadör | 19 juni 2009      | 21 augusti 2009   | 2011                                   |
| Mark Brzezinski                      | Extraordinär och plenipotentiär ambassadör | 18 oktober 2011   | 24 november 2011  | 2015                                   |
| Robert Gilchrist(en)                 | Chargé d'affaires                          |                   | 1 juli 2015       |                                        |
| Azita Raji                           | Extraordinär och plenipotentiär ambassadör | 1 februari 2016   | 1 mars 2016       | 20 januari 2017                        |
| David Lindwall(en)                   | Chargé d'affaires ad interim               | 20 januari 2017   |                   | 15 oktober 2019                        |
| Ken Howery                           | Extraordinär och plenipotentiär ambassadör | 17 september 2019 |                   | 20 januari 2021                        |
| Pamela Tremont                       | Chargé d'affaires ad interim               | 20 januari 2021   |                   | 20 januari 2022                        |
| Erik Ramanathan                      | Extraordinär och plenipotentiär ambassadör | 20 januari 2022   | 20 januari 2022   | 20 januari 2025                        |
| Mark Evans                           | Chargé d'affaires ad interim               | 20 januari 2025   |                   | 30 juni 2025                           |
| Anna Radivilova                      | Tillförordnad chargé d'affaires            | 30 juni 2025      |                   |                                        |